# Thuiaria fabricii
Thuiaria fabricii är en nässeldjursart som beskrevs av Nutting 1904. Thuiaria fabricii ingår i släktet Thuiaria och familjen Sertulariidae. Inga underarter finns listade i Catalogue of Life.